# Ehrlich (Mondkrater)
Ehrlich ist ein Einschlagkrater auf der nördlichen Hemisphäre der Rückseite des Mondes und kann deshalb von der Erde aus nicht direkt beobachtet werden. Er liegt etwa auf halber Strecke zwischen dem Krater Parsons im Süden und dem stark erodierten Krater Guillaume im Norden. Seine Umgebung ist felsig und durch eine Vielzahl vergleichbarer Einschläge gekennzeichnet.
Ehrlich ist ein abgetragener Krater mit durch das starke Bombardement abgerundeten Merkmalen. An seinem Südrand schließt sich ein Paar kleiner Krater an den Außenwall an. Der Kraterboden und die Innenwände weisen keine besonderen Merkmale auf und sind frei von auffallenden Einschlägen.
| Buchstabe | Position            | Durchmesser | Link |
| --------- | ------------------- | ----------- | ---- |
| J         | 40,13° N, 170,66° W | 24 km       |      |
| N         | 38,9° N, 173,03° W  | 20 km       |      |
| W         | 42,22° N, 173,89° W | 27 km       |      |
| Z         | 42,1° N, 172,19° W  | 27 km       |      |